# Salwador na Letnich Igrzyskach Olimpijskich 2016
Salwador na Letnich Igrzyskach Olimpijskich 2016 w Rio de Janeiro reprezentowało 8 sportowców. Był to dziesiąty start Salwadoru na letnich igrzyskach olimpijskich.
Na tych zawodach chorążym reprezentacji Salwadoru była strzelczyni Lilian Castro.

## Reprezentanci

### Lekkoatletyka

#### Kobiety
| Konkurencja   | Zawodniczka     | Finał    | Finał   |
| Konkurencja   | Zawodniczka     | Rezultat | Pozycja |
| ------------- | --------------- | -------- | ------- |
| Chód na 20 km | Yesenia Miranda | DNF      | DNF     |

#### Mężczyźni
| Konkurencja   | Zawodnik   | Finał    | Finał   |
| Konkurencja   | Zawodnik   | Rezultat | Pozycja |
| ------------- | ---------- | -------- | ------- |
| Chód na 50 km | Luís Lopez | DSQ      | DSQ     |

### Judo
| Konkurencja       | Zawodnik           | 1/16                   | 1/8                      | Ćwierćfinał         | Półfinał            | Finał               | Miejsce |
| Konkurencja       | Zawodnik           | Przeciwnik Rezultat    | Przeciwnik Rezultat      | Przeciwnik Rezultat | Przeciwnik Rezultat | Przeciwnik Rezultat | Miejsce |
| ----------------- | ------------------ | ---------------------- | ------------------------ | ------------------- | ------------------- | ------------------- | ------- |
| Do 81 kg mężczyzn | Juan Diego Turcios | Moustopoulos W 100-000 | Czrikiszwili L 000-000 S | NQ                  | NQ                  | NQ                  |         |

### Żeglarstwo
| Konkurencja | Zawodnik         | Wyścig | Wyścig | Wyścig | Wyścig | Wyścig | Wyścig | Wyścig | Wyścig | Wyścig | Wyścig | Wyścig | Punkty | Miejsce |
| Konkurencja | Zawodnik         | 1      | 2      | 3      | 4      | 5      | 6      | 7      | 8      | 9      | 10     | M*     | Punkty | Miejsce |
| ----------- | ---------------- | ------ | ------ | ------ | ------ | ------ | ------ | ------ | ------ | ------ | ------ | ------ | ------ | ------- |
| Laser       | Enrique Arathoon | 33     | 32     | 28     | 30     | 4      | 3      | 9      | 32     | 18     | 21     | NQ     | 177    | 24.     |

### Strzelectwo
| Konkurencja                      | Zawodniczka   | Kwalifikacje | Kwalifikacje | Finał  | Finał   |
| Konkurencja                      | Zawodniczka   | Punkty       | Miejsce      | Punkty | Miejsce |
| -------------------------------- | ------------- | ------------ | ------------ | ------ | ------- |
| pistolet pneumatyczny 10m kobiet | Lilian Castro | 366          | 44.          | NQ     | NQ      |

### Pływanie

#### Mężczyźni
| Konkurencja                     | Zawodnik       | Kwalifikacje | Kwalifikacje | Półfinał | Półfinał | Finał | Finał   | Miejsce |
| Konkurencja                     | Zawodnik       | Czas         | Miejsce      | Czas     | Miejsce  | Czas  | Miejsce | Miejsce |
| ------------------------------- | -------------- | ------------ | ------------ | -------- | -------- | ----- | ------- | ------- |
| 200 m stylem dowolnym mężczyzn  | Marcelo Acosta | 1:51,46      | 43.          | NQ       | NQ       | NQ    | NQ      | NQ      |
| 400 m stylem dowolnym mężczyzn  | Marcelo Acosta | 3:48,82      | 22.          | —        | —        | NQ    | NQ      | NQ      |
| 1500 m stylem dowolnym mężczyzn | Marcelo Acosta | 15:08,17     | 22.          | —        | —        | NQ    | NQ      | NQ      |

#### Kobiety
| Konkurencja                  | Zawodniczka      | Kwalifikacje | Kwalifikacje | Finał | Finał   | Miejsce |
| Konkurencja                  | Zawodniczka      | Czas         | Miejsce      | Czas  | Miejsce | Miejsce |
| ---------------------------- | ---------------- | ------------ | ------------ | ----- | ------- | ------- |
| 400 m stylem dowolnym kobiet | Rebeca Quinteros | 4:52,11      | 32.          | NQ    | NQ      | NQ      |

### Podnoszenie ciężarów
| Konkurencja       | Zawodnik        | Rwanie | Rwanie  | Podrzut | Podrzut | Ogółem | Ogółem  |
| Konkurencja       | Zawodnik        | Wynik  | Miejsce | Wynik   | Miejsce | Wynik  | Miejsce |
| ----------------- | --------------- | ------ | ------- | ------- | ------- | ------ | ------- |
| do 62 kg mężczyzn | Julio Salamanca | 120    | 9.      | 155     | 9.      | 275    | 10.     |